# Åndernes hus (film)
Åndernes hus er en dramafilm fra 1993, instrueret af Bille August og med Jeremy Irons, Meryl Streep, Glenn Close, Winona Ryder og Antonio Banderas i hovedrollerne. Filmen er baseret på romanen Åndernes hus af Isabel Allende.

## Medvirkende
- Jeremy Irons som Esteban Trueba
- Meryl Streep som Clara
- Glenn Close som Ferula
- Winona Ryder som Blanca
- Antonio Banderas som Pedro
- Maria Conchita Alonso som Transito
- Vincent Gallo som Esteban Garcia
- Jan Niklas som Satigny
- Joaquin Martinez som Segundo
- Sarita Choudhury som Pancha